# Яблонь
Яблонь (словац. Jabloň) — село и одноимённая община в районе Гуменне Прешовского края Словакии. В письменных источниках начинает упоминаться с 1405 года.

## География
Село расположено в юго-восточной части края, в Низких Бескидах, к востоку от реки Лаборец, при автодороге 3846. Абсолютная высота — 200 метров над уровнем моря. Площадь муниципалитета составляет 11,86 км².

## Население
| Год:                | 1994 | 2004    | 2014    | 2024     |
| ------------------- | ---- | ------- | ------- | -------- |
| Количество человек: | 476  | 455     | 420     | 374      |
| Разница:            |      | −4,41 % | −7,69 % | −10,95 % |

По данным последней официальной переписи 2011 года, численность населения Яблони составляла 431 человек.